# Селандер, Стен
Стен Селандер (швед. Sten Selander или швед. Nils Sten Edvard Selander, 1 июля 1891 — 8 апреля 1957) — шведский ботаник, профессор биологии растений, газетчик и писатель.

## Биография
Стен Селандер родился 1 июля 1891 года. 
С 1951 года он был профессором биологии растений в Уппсальском университете. В 1953 году Стен Селандер стал членом Шведской академии. В качестве консервативного критика Селандер был особенно известен как противник модернизма. 
Стен Селандер умер 8 апреля 1957 года в Стокгольме.  

## Научная деятельность
Стен Селандер специализировался на папоротниковидных и на семенных растениях.

## Публикации
- Vers och visor. 1916.
- Gryning. 1917.
- Branden på Tuna. 1918.
- Tystnadens torn och andra dikter. 1918.
- Vägen hem. 1920.
- Vår herres hage. 1923.
- Den unga lyriken. 1924.
- Prolog vid svenska Röda kors-veckan 1925. 1925.
- Staden och andra dikter. 1926.
- Djurgården — ramen kring sommarens stockholmsutställning. 1930.
- Européer, amerikaner och annat. 1930.
- En dag. 1931.
- Modernt. 1932.
- Bildning och utbildning. 1933.
- Kring sylarna. 1933.